# Augustine Kim Jae Deok
Augustine Kim Jae Deok (koreanisch: 김재덕 아우구스티노; * 1. Juni 1901 in Chien-An; † 5. Juni 1988) war ein koreanischer römisch-katholischer Erzbischof und Apostolischer Vikar.

## Leben
Am 28. Oktober 1947 wurde Kim zum Priester für das Bistum Jeonju geweiht. Paul VI. ernannte ihn am 3. Juli 1955 zum Bischof von Jeonju. Am 19. März 1973 weihte Stephen Kim Sou-hwan, Erzbischof von Seoul, ihn unter Assistenz von William John McNaughton, Bischof von Incheon, und Paul Marie Kinam Ro, ehemaliger Erzbischof von Seoul, zum Bischof. Am 10. April 1981 wurde sein Rücktrittsgesuch von Papst Johannes Paul II. angenommen.
Sein Wahlspruch war Per Quem Omnia.